# ロルラチニブ
ロルラチニブ (英語: Lorlatinib、PF-6463922) は、ファイザー社により開発された抗がん剤の1つである。低分子の分子標的治療薬で、ROS1とALKを阻害する。

## 薬物動態
ロルラチニブは脳血液関門のバリアを通過する。

## 歴史
アメリカ合衆国では、2015年にFDAが非小細胞肺癌に対する希少疾患用医薬品としてファイザー社のロルラチニブを認めた。2018年には、FDAはALK陽性の転移性非小細胞肺癌に対する2次または3次の治療としてロルラチニブを認可した。
日本では2018年11月20日に、製品名「ローブレナ」(ファイザー社製造販売)として発売された。日本での効能・効果は、ALKチロシンキナーゼの阻害剤に抵抗性、又は、不耐容のALK融合遺伝子陽性の切除不能な進行・再発の非小細胞肺癌とされている。

## 臨床研究
複数の臨床試験が行われている。第II相試験である avelumab 単剤と、アベルマブとロルラチニブまたは crizotinib との組み合わせとの、非小細胞肺癌の比較は、2017年後半の終了予定であった。第II相試験のロルラチニブとクリゾチニブとの比較は2018年半ばに終了予定である。第II相臨床試験である、ALK陽性またはROS1陽性の非小細胞肺がんの中枢神経系への転移病変に対する治療については、2023年まで終了しない。前臨床研究が 神経芽腫での治療に対して行われている。
2017年には、ファイザー社は、ALKまたはROS1陽性の進行非小細胞肺癌患者において、肺および脳病変に効果が見られたと発表した。